# Liste der Fließgewässer im Flusssystem Scherfbach
Die Liste der Fließgewässer im Flusssystem Scherfbach umfasst alle direkten und indirekten Zuflüsse des Scherfbachs, soweit sie namentlich im FlussGebietsGeoinformationsSystem des Wupperverbandes aufgeführt sind. Namenlose Zuläufe und Abzweigungen werden nicht aufgeführt. Die Längenangaben werden auf eine Nachkommastelle gerundet. Die Fließgewässer werden jeweils flussabwärts aufgeführt. Die orografische Richtungsangabe bezieht sich auf das direkt übergeordnete Gewässer.

## Scherfbach
Die Scherfbach ist der 9,7 km lange linke Zufluss der Dhünn.

## Zuflüsse
Direkte und indirekte Zuflüsse des Scherfbaches
- Schladenbach (rechts), 0,6 km
- Neuenhauser Bach (rechts), 1,0 km
- Schwarzer Siefen (links), 0,9 km
- Rosauer Bach (links), 1,9 km
  - Oberscheider Bach (links), 1,6 km
    - Kramerhofer Siefen (rechts), 0,3 km

  - Rosauer Delle (links), 0,2 km
- Kochsfelder Bach (rechts), 1,6 km
  - Kocher Delle (links), 0,4 km
  - Hundsrücker Siefen (links), 0,7 km
- Buscher Bach (rechts), 1,9 km
  - Landwehrsiefen (rechts), 0,3 km
  - Hermesberger Siefen (rechts), 0,4 km
  - Keffermicher Siefen (links), 0,4 km
  - Bach vom Hohen Berg (links), 0,3 km
  - Buschsiefen (rechts), 0,2 km
  - Buschbach (rechts), 1,4 km
    - Scheurenbach (rechts), 0,4 km
- Klevbach (links), 0,6 km
- Berger Siefen (rechts), 0,7 km
- Meuter Bach (rechts), 1,0 km
- Pisterhausener Siefen (links), 0,8 km
- Steinhauser Siefen (links), 1,1 km
- Klasmühlenbach (rechts), 0,7 km
- Gumpelsfelder Bach (rechts), 0,8 km
- Scherfsiefen (links), 0,2 km
- Schallemicher Bach (links), 1,2 km
- Lengsberger Siefen (rechts), 0,6 km
- Käsbach (links), 2,4 km
  - Paffenberger Siefen (links), 0,4 km
  - Hufer Siefen (links), 0,7 km
    - Eikamper Bach (rechts), 0,6 km

  - Altenhufer Siefen (links), 0,5 km
  - Feigenbach (links), 0,8 km
  - Sumpfsiefen (rechts), 0,2 km
- Amtmannscherfer Siefen (links), 1,1 km
- Hohlensberger Siefen (rechts), 0,6 km
- Hunger Bach (rechts), 1,3 km
  - Kirsbach (rechts), 0,6 km
    - Kirssiefen (links), 0,3 km
- Hambach (links), 1,9 km
  - Holler Siefen (links), 0,1 km
  - Holler Delle (links), 0,3 km
- Kriegersiefen (links), 0,8 km
  - Köttelberger Siefen (rechts), 0,4 km
- Borsbach (links), 0,7 km
  - Borssiefen (rechts), 0,3 km
- Niederscherfer Bach (rechts), 0,4 km
- Frankenbach (links), 0,9 km
- Wehrholzsiefen (rechts), 0,6 km
- Selbach (rechts), 1,5 km
- Kurzsiefen (links), 0,2 km

## Flusssystem Dhünn
- Liste der Fließgewässer im Flusssystem Dhünn